# 柳河沟镇
柳河沟镇，是中华人民共和国辽宁省沈阳市新民市下辖的一个乡镇级行政单位。

## 行政区划
柳河沟镇下辖以下地区：
柳河沟村、小朱屯村、曹家屯村、潘家岗子村、大石狮子村、解放村、黑岗子村、永安村、大赵屯村、小赵屯村、胜利村、张家沟子村、彭沙岗子村、上河滩村、滕甲河村和潘家屯村。

## 特产
柳河沟香瓜：中国地理标志产品。